# Rikimaru
Rikimaru es un personaje ficticio del videojuego Tenchu: Stealth Assassins, un juego de ninjas que salió en su día para PSX y PS2, actualmente también tiene juegos para PlayStation Portable, XBOX 360 y próximamente para PS3. Fue asimismo incluido en el mapa DotA del videojuego Warcraft 3. Posee el cabello de un color grisáceo y una cicatriz en su rostro. 

## Biografía

### Tenchu 2: Birth of the Stealth Assassins
Una vez hecho ninja Rikimaru, asiste a su primera misión oficial con sus compañeros, el experto Tatsumaru y la debutante Ayame. El maestro Shiunsai le dio a Tatsumaru la legendaria espada del clan Izayoi, una hoja ninja perfecta pasada de generación en generación por los líderes del clan Azuma, Tatsumaru se convirtió así en el nuevo líder de la Villa, pero durante la misma misión, Tatsumaru, Rikimaru y Ayame se dividieron debido a que Rikimaru y Ayame debieron salvar al señor feudal y a su esposa e hija, mientras que Tatsumaru escapó para acabar con los asaltantes. En ese tránsito, Tatsumaru desapareció debido a la lucha con una mujer samurái que ha mató al señor regional que ellos pretendían proteger, Tatsumaru cayó de un precipicio con la mujer y ambos acabaron a la deriva.
Rikimaru y Ayame siguieron su camino. Más tarde llegó a sus oídos, después de varias misiones, que la villa ninja Azuma está siendo atacada por unos asaltantes que se han identificado como Amanecer Ardiente. Liderados por una tal Kagami y por otros miembros llamados Suzaku el Gorrión Rojo, Biakko el Tigre Blanco, Genbu la Tortuga Verde y Seiryu el Dragón Azul, que no es otro que Tatsumaru.
Tras una dura batalla llegaron a la conclusión de que Tatsumaru había perdido la memoria, aunque no llegaron a tiempo de salvar a Shiunshai, que es asesinado a manos del renombrado Dragón Azul. Tatsumaru le hizo una cicatriz a Rikimaru en el ojo derecho, pero, gracias a la ayuda de Semimaru (perro ninja) consiguió llegar hasta Ayame y para contarle lo sucedido.
Ambos fueron al barco del Amanecer Ardiente derrotando en su camino a los líderes del grupo. Rikimaru fue a acabar con Kagami, y Ayame fue a por Tatsumaru. Tatsumaru ya sabía la verdad, pero estaba enamorado de Kagami y decidió quedarse y luchar a su lado. Rikimaru acabó con Kagami, y Ayame, después de un duro combate y reencuentro emotivo con su viejo amigo, acabó con Tatsumaru. Tras estos acontecimientos, ambos se pusieron a las órdenes del señor feudal de la aldea de Azuma.

### Tenchu: Stealth Assassins
Rikimaru y Ayame eran ahora asesinos expertos al servicio del señor Gohda. Rikimaru, por su parte, era más serio, inteligente y frío que hace años. Este cambio de personalidad fue ocasionado por el trauma de la muerte de su maestro Shiunshai. Sin embargo, no cambió su sentido de justicia y su gran orgullo, que lo lleva a ser bastante engreído.
Tras cumplir algunas misiones Rikimaru, se volvió a enfrentar a su rival Suzaku, que ahora recibe el nombre de Onikage. Rikimaru, en la misión de reclamar un castillo, batalló con Onikage y lo derrotó; pero éste desapareció, no sin antes decirle que la Princesa Kiku, hija del señor Gohda, hbíaa sido raptada. Rikimaru la rescató de la fortaleza del señor Mei-Oh luego. Luego llegaron Ayame y Kiku, quien fue rescatada por Ayame. El castillo se derrumbó y Rikimaru se sacrificó para salvarlas.

### Tenchu: Wrath of Heaven
Rikimaru se convirtió en un ninja reconocido, aunque se creía muerto. Sin embargo, siguió acechando desde las sombras y velando por la seguridad de la Villa. Ahora tenía la espada que una vez tomó Tatsumaru y volvió a la carga para luchar contra un nuevo mal.
Para sorpresa de él, descubrió que su maestro ocultó en su ojo, dañado por la hoja de Tatsumaru, la Ira del Cielo. Rikimaru, con este poder, consiguió ganar al último de sus enemigos, Tenrai, pues la Ira del Cielo es un poder ancestral y mortal para cualquier enemigo.
Rikimaru regresó a casa tras salvar el mundo, pero Onikage misteriosamente seguía vivo, y con su señor Mei-Oh planeaba su venganza.
- Datos: Q7334050